# Charantonnay
Charantonnay település Franciaországban, Isère megyében. Lakosainak száma 1993 fő (2022. január 1.). Charantonnay Beauvoir-de-Marc, Artas, Roche, Royas, Saint-Georges-d’Espéranche és Saint-Jean-de-Bournay községekkel határos.

## Népesség
A település népességének változása:
| Lakosok száma | 447  | 881  | 1411 | 1860 | 1860 | 1853 | 1911 | 1969 | 1990 | 1993 |
|               | 1968 | 1982 | 1990 | 2006 | 2013 | 2015 | 2017 | 2019 | 2020 | 2022 |